# George S. Clinton
George Stanley Clinton, Jr. (Chattanooga, Tennessee, 17 de Junho de 1947) é um compositor estadunidense.

## Carreira
Amigo e colaborador de Aaron Norris, Clinton fez as colaborações com ele é o irmão mais novo de Chuck Norris e fizeram a parceria Clinton/Norris: Baptismo de Fogo (Platoon Leader) (1988), Polícia Demolidor (Hellbound) (1994) e Ases da Polícia (Top Dog) (1995).
As composições mais reconhecíveis de Clinton são provavelmente "Austin Powers: International Man of Mystery" (e suas sequelas); a fantasia de artes marciais Mortal Kombat e sua sequela Mortal Kombat: Annihilation; e e a série Red Shoe Diaries. Seus prêmios incluem uma indicação ao Emmy em 2007 e oito Film Music Awards. Ele foi homenageado com o Richard Kirk Award em 2007, no BMI Film and TV Awards. O prêmio é concedido anualmente a um compositor que fez contribuições significativas para a música de cinema e televisão.